# Pepe Kalle
Kabasele Yampanya, meglio noto come Pepe Kalle (Kinshasa, 30 novembre 1951 – 28 novembre 1998), è stato un cantante di musica soukous della Repubblica Democratica del Congo.
Acquisì lo pseudonimo di "Pepe Kalle" in onore di Grand Kalle, nella cui orchestra Pepe militò diversi anni.
Cantante e front man di grande talento, Pepe Kalle fu soprannominato "l'elefante della musica africana" e "la bomba atomica" con riferimento al suo fisico mastodontico (era alto 1,90 m e pesava oltre 130 kg). Nella sua lunga carriera incise circa 20 album e 300 canzoni.

## Biografia
Pepe diventò musicista professionista militando nella celebre orchestra African Jazz di Grand Kalle, che fu fra le formazioni che maggiormente contribuirono a definire il genere musicale della rumba africana o soukous di Kinshasa. In seguito cantò nei Lipua Lipua insieme a Nyboma Mwandido. Nel 1972, insieme a Dilu Dilumona e Papy Tex, fondò un proprio gruppo chiamato Empire Bakuba.
Rispetto alle altre orchestre soukous, i Bakuba (che prendevano il nome da un'antica tribù guerriera) si distinsero per la scelta di incorporare nel loro stile elementi di musica tradizionale congolese. Il loro successo fu immediato, e per diversi anni dominarono la scena musicale dello Zaire insieme a Zaïko Langa Langa e pochi altri grandi gruppi. Fra i loro brani più celebri si possono citare Dadou (di Pepe Kalle) e Sango ya mawa (di Papy Tex). Come gli altri gruppi soukous, anche i Bakuba lanciarono un ballo molto popolare, il kwassa kwassa.
Il gruppo rimase popolare per tutti gli anni settanta e ottanta, incidendo almeno quattro album ogni anno. Nel 1982 furono nominati miglior gruppo dello Zaire, e a metà del decennio i loro tour coprivano gran parte dell'Africa occidentale e centrale. Nel 1986 e nel 1988 Pepe Kalle incise due album in collaborazione con il suo ex collega Nyboma Mwandido, rispettivamente Zouke zouke e Moyibi. Questi due album furono grandissimi successi, portando Pepe alla fama internazionale. Negli anni successivi l'interesse di Pepe iniziò a spostarsi verso la world music e il nuovo filone di soukous che in quegli anni veniva inciso a Parigi; l'album Roger Milla, in onore del celebre calciatore camerunese, è un chiaro esempio di questa evoluzione stilistica. Nello stesso periodo, pur continuando a incidere insieme ai Bakuba, iniziò anche a collaborare con altri celebri musicisti come Lutumba Simaro e N'Yoka Longo.
Morì d'infarto nel novembre del 1998.

## Discografia parziale
- Con Nyboma Mwandido, Zouke zouke (1986)
- Con Nyboma Mwandido, Moyibi (1988)
- Roger Milla (1990)
- Gigantafrique
- Larger Than Life
- Cocktail